# Cerro Miscanti
El Cerro Miscanti es un Estratovolcán ubicado en la  Región de Antofagasta de Chile, inmediatamente al sur de Chiliques y al norte del Volcán Miñiques. Se eleva sobre la Laguna Miscanti. Las muestras de rocas de Cerro Miscanti son de composición andesítica, pero también se han encontrado dacitas que contienen andesita.